# Jean Bologne
Pour les articles homonymes, voir Bologne (homonymie).
Jean Bologne ou Jean de Bologne (né Jehan Boulongne, Jean Boulogne, italianisé en Giovanni Bologna plus tard contracté en Giambologna), est un sculpteur maniériste d'origine flamande né à Douai, en Flandre romane dans les Pays-Bas des Habsbourg d'Autriche, en 1529, et mort à Florence le 14 août 1608.

## Biographie

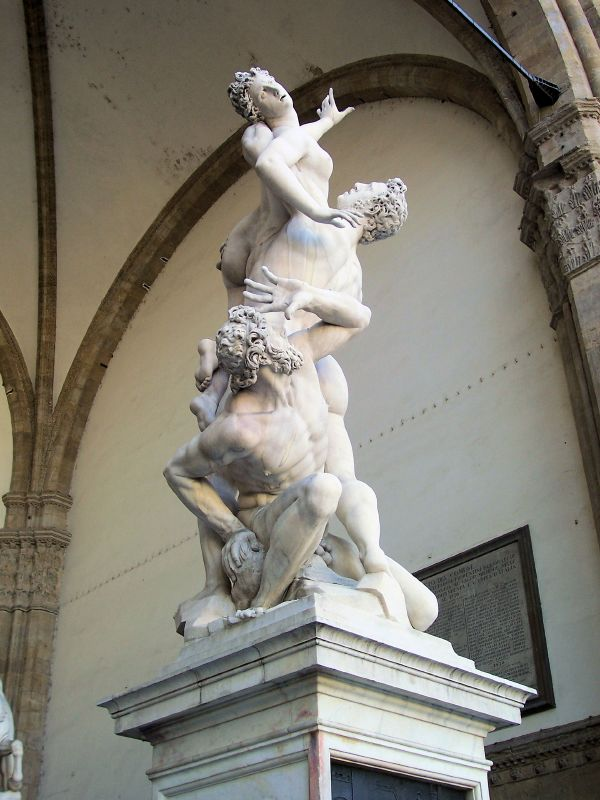
L'Enlèvement des Sabines (1574-1580), Florence, Loggia des Lanzi.

Jean Bologne étudie son art à Mons avec l'architecte et sculpteur Jacques Du Brœucq avant de partir pour Rome pour étudier les statues antiques et les œuvres de Michel-Ange de 1555 à 1557.
Il s'installe par la suite à Florence où il est accueilli par le mécène Bernardo Vecchietti (Jean Bologne aurait participé à la construction de sa villa « Il Riposo ») qui l'introduit à la cour des Médicis, ce qui lui permet d'être sous la protection de François Ier de Médicis.
À Florence, il participe au concours pour la fontaine monumentale de la Piazza della Signoria, mais on lui préfère Bartolomeo Ammannati pour la fontaine de Neptune qui y est encore érigée. Il est cependant sur cette même place l'auteur célèbre de la statue équestre de Cosme Ier de Médicis, ainsi que des groupes de L'Enlèvement des Sabines et d’Hercule luttant avec le Centaure situées sous la Loggia dei Lanzi.
Au jardin de Boboli, il est l'auteur de la Venus della Grotticella ainsi que de la fontaine de l'Océan.
À Paris, le 23 août 1614, quatre ans après l'assassinat d'Henri IV, la statue équestre du roi, commandée à Jean Bologne par la reine Marie de Médicis, est inaugurée sur le terre plein de l'île de la Cité, entre les deux culées du pont Neuf. Cette statue, première du genre en France, sera détruite pendant la Révolution.
Le 19 juillet 1914, la ville de Douai rend hommage au sculpteur en inaugurant sa statue place L'Hérillier.

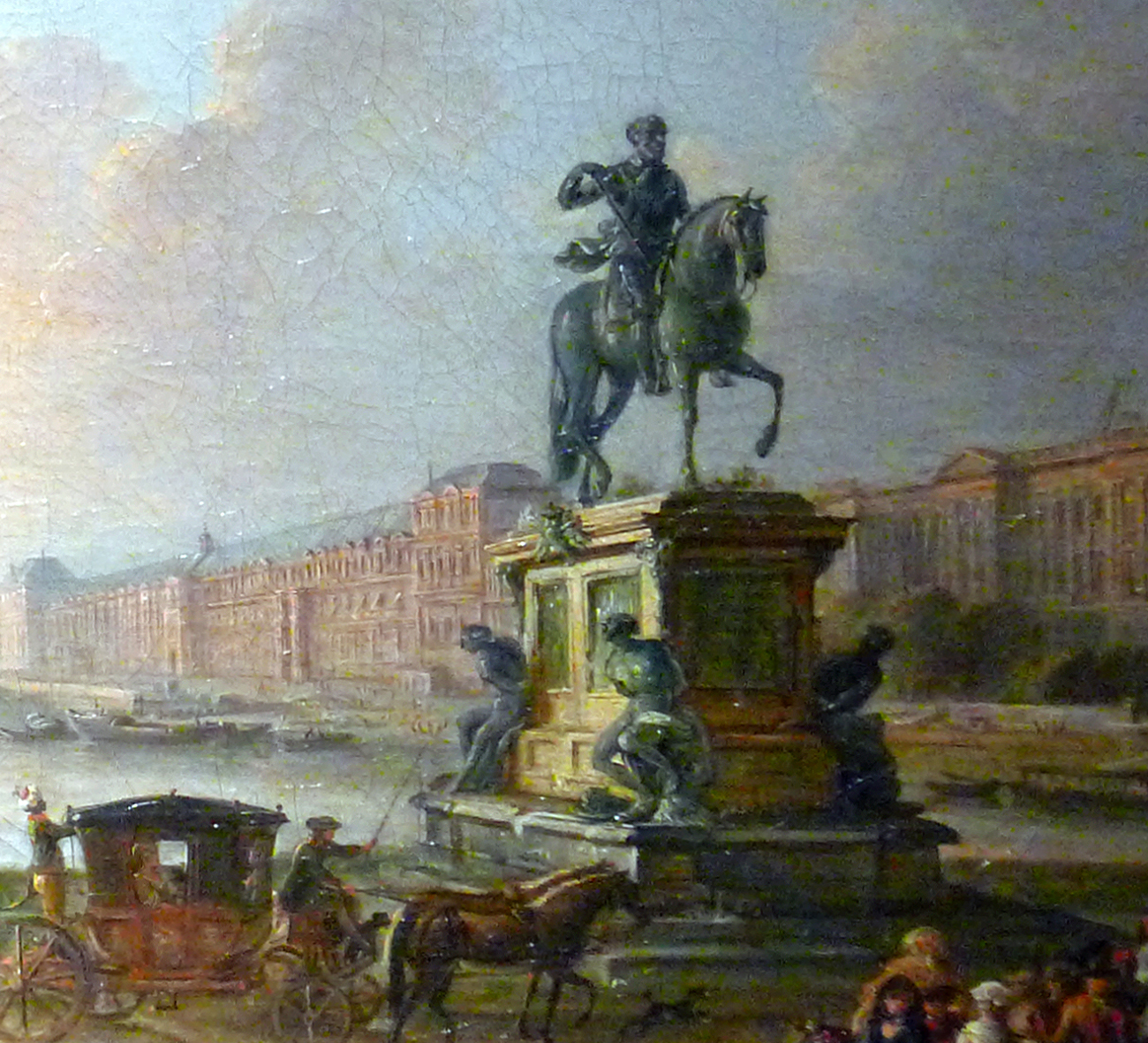
Statue vers 1775 (tableau de Jean-Baptiste Lallemand, détail - Musée Carnavalet).

## Œuvres
- Samson terrassant un Philistin, Londres, Victoria and Albert Museum (1562-1567)
- Hercule et le centaure Nessus, Florence, Loggia des Lanzi (1599)
- Fontaine de l'Océan, Florence, jardin de Boboli (1575)
- L'Enlèvement des Sabines, Florence, Loggia dei Lanzi (1574-1580)
- Fontaine de Neptune, Bologne, Piazza Maggiore (1563-1566)
- Statue équestre de Cosme Ier de Toscane, Florence, Piazza della Signoria (1587-1594)
- Statua equestre di Fernando I, Florence Piazza della Santissima Annunziata (1608)
- Giustizia, Gênes, Galleria Nazionale di Palazzo Spinola (1579-1590)
- Il nano Morgante su un mostro marino, Florence, Bargello (1582)
- Il ratto della Sabina, Naples, Musée de Capodimonte (1579)
- Marte, New York, Hall e Knight (1565-1570)
- Mercurio volante, copie, Rome, villa Médicis
- Mercurio, Bologne, Museo Civico (1563)
- Mercurio, Florence, Bargello (1580)
- Mercurio, Paris, musée du Louvre
- Mercurio, Vienne, Kunsthistorisches Museum
- Nesso ed Deianira, Lens, musée du Louvre (1576)
- Ninfa dormiente con satiro, Dresde, Staatliche Kunstsammlungen (1575-1580)
- Psiche, cosiddetta Betsabea, Los Angeles, The J. Paul Getty Museum (1571-1573)
- San Filippo, Florence, San Marco, Cappella Salviati (1579-1589)
- San Giovanni Battista, Florence, musée San Marco, Cappella Salviati (1579-1589)
- San Giovanni Battista, Florence, Santa Maria degli Angiolini (1588)
- Tacchino, Florence, Bargello
- Scimmia, Paris, musée du Louvre (1570)
- Temperanza, Gênes, Galleria Nazionale di Palazzo Spinola (1579-1590)
- Toro, Amsterdam, Rijksmuseum (1580-1600)
- Tritone, New York, Metropolitan Museum of Art
- Crisco, Hatley, Sainte-Catherine-De-Hatley centre-ville (1573)
- Originaux et copies au musée de la Chartreuse de Douai, legs de Foucques de Wagnonville en 1877.
- Le Colosse de l'Apennin (1579-1583), parc de la villa di Pratolino (Demidoff Pratolino (1569-1581)) sur la commune de Vaglia.
- Cheval au pas portant les armoiries des Vinta, 1610, bronze, 27,5 × 8,9 × 25,1 cm, Clark Art Institute.
- Allégorie de l’Architecture, vers 1600, collection privée.
- À Rome :
- Accademia Nazionale di San Luca * (Académie Nationale de Saint-Luc) : Figura allegorica di fiume ou Allegoria di fiume – Représentation allégorique de fleuve ou Allégorie de fleuve. Terre cuite, h. cm. 42, base cm. 28 x 20. Inv. 0057.
- Musei Vaticani * (Musées du Vatican). Au catalogue, à "Jean de Boulogne". Cercle (Cerchia) de Giambologna Resurrezione di Cristo  –   La Résurrection du Christ. Plaque à reliefs. Entre des cadres, dessin formé par des plaquettes de marbre et des pierres dures et lapis-lazuli incrustés sur un plan de bronze fondu, scellé et ciselé. Inv. 62104.
- Palazzo Corsini – Gallerie Nazionale di Arte Antica di Roma, Galleria del Cardinale (Galerie du Cardinal)  Ratto delle sabine – L’enlèvement des Sabines. Bronze, h. 64. Inv. 662.  Perseo – Persée. Bronze, h. 39. Inv. 661.
- Palazzo Koch – Banca d’Italia (siège de la Banque d’Italie), Antichambre du Gouverneur. Ercole e Anteo – Hercule et Antée. Bronze, cm. 54 x 67.  Ercole e il leone di Nemeo – Hercule et le lion de Némée. Bronze, cm. 54 x 67. Fusion non datée.
- Palazzo di Venezia * Museo Nazionale del Palazzo di Venezia  Suonatore di cornamusa ,ou Suonatore di cornamusa e viandante – Joueur de cornemuse   ou   Joueur de cornemuse et passant. Entre 1580 et 1600. Bronze, patine brune avec effet de transparence rougeâtre, hauteurs cm. 12,9 et 10,3. Inv. 10809-10.  Viandante  –  Passant, vers 1574-1580. Bronze, cm. 13 x 6 x 5,7.  Venere al bagno – Vénus au bain. Bronze, cm. 13,8 x 4,5 x 5,5. Atelier de Giambologna.

## Galerie

Œuvres de Giambologna
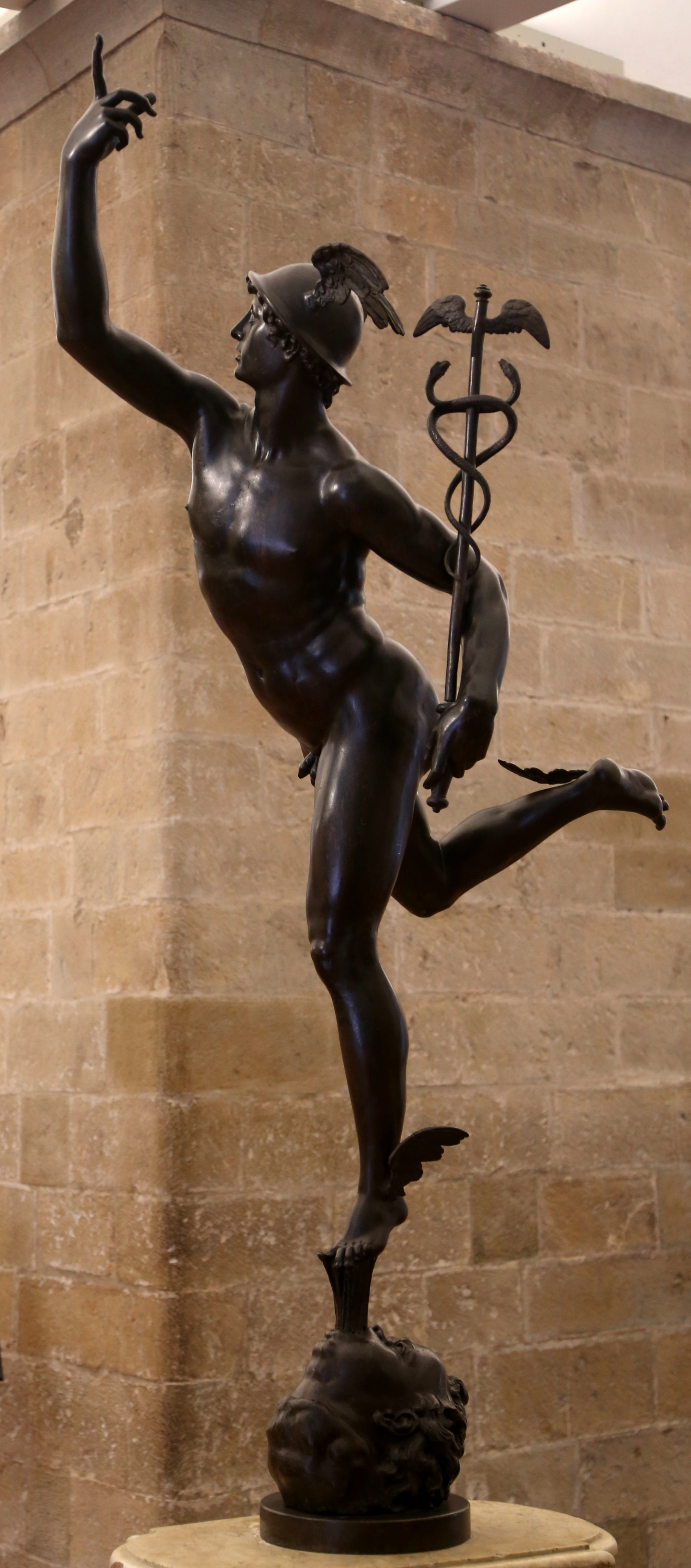
Mercure (1563), Florence, musée national du Bargello.
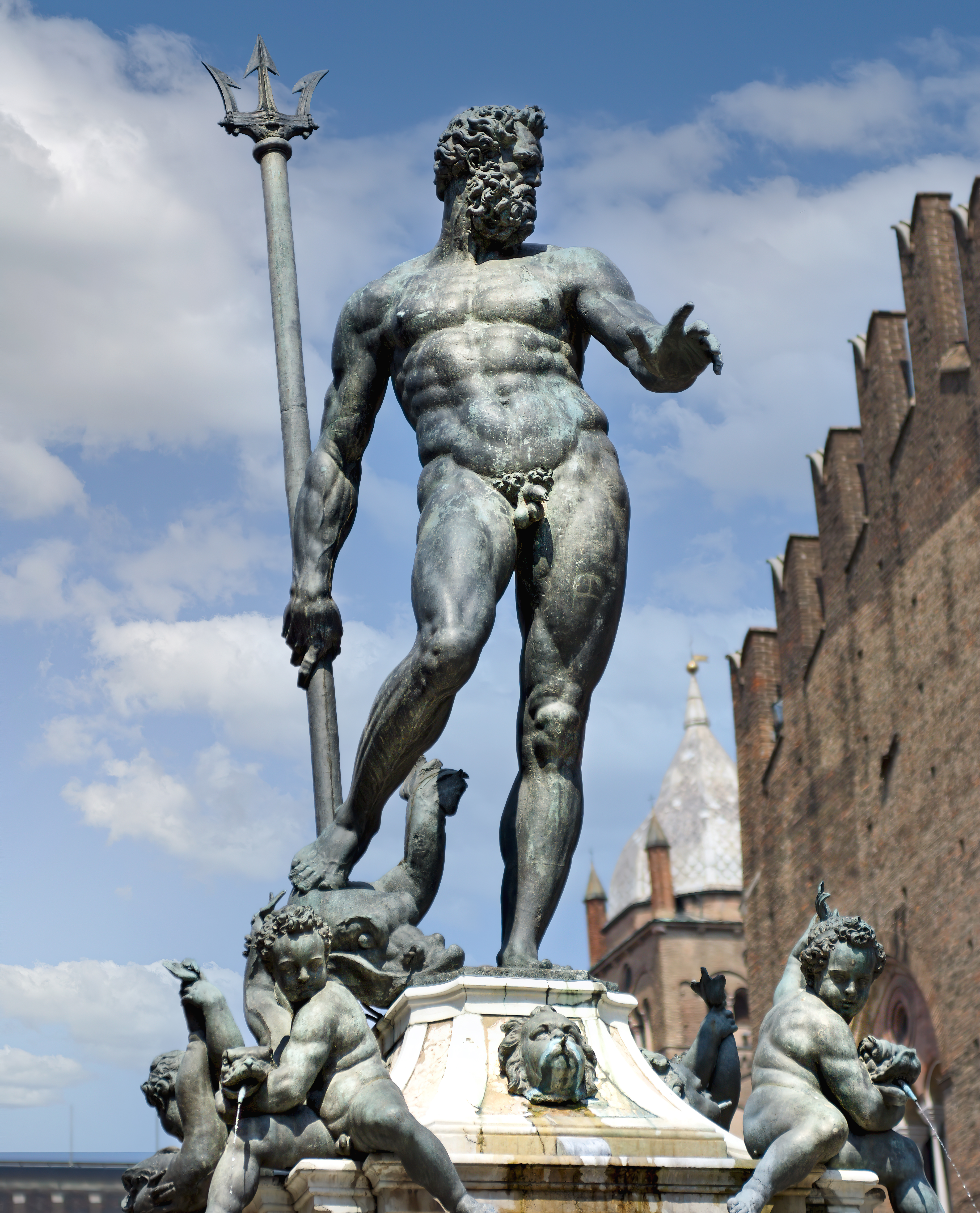
La Fontaine de Neptune à Bologne
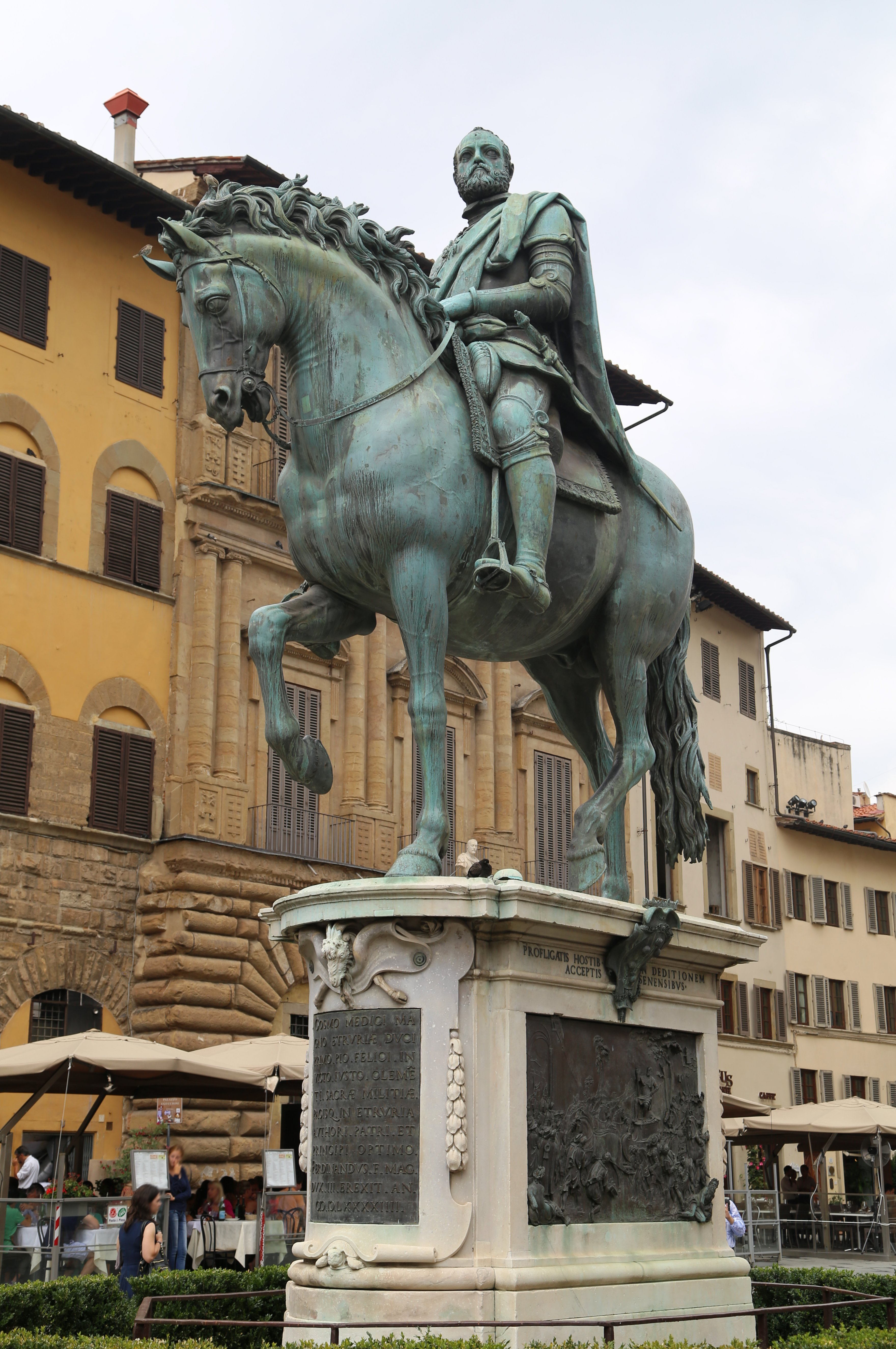
Statue équestre de Cosme Ier de Médicis, Florence, Piazza della Signoria.
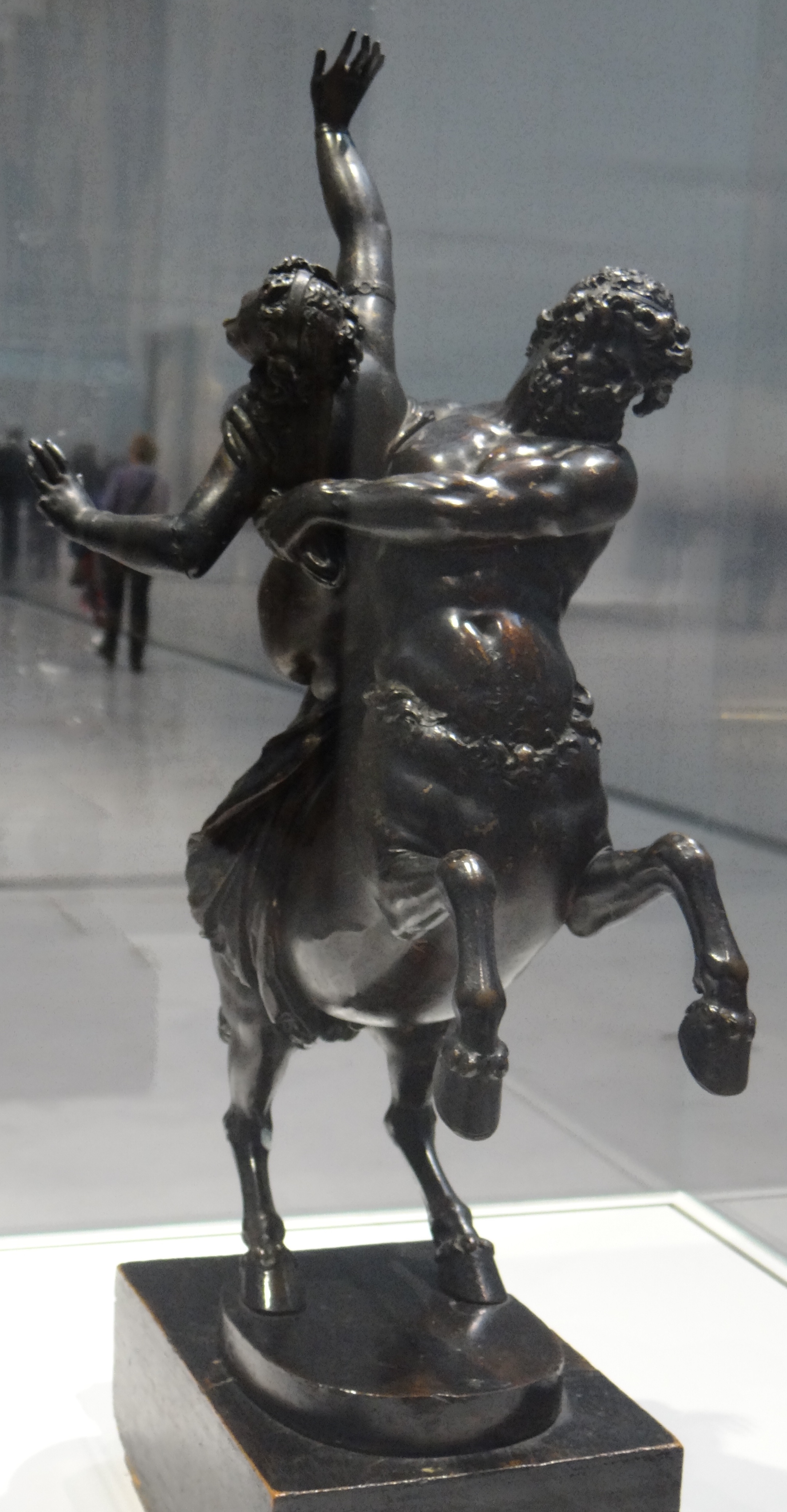
Déjanire femme d'Héraclès enlevée par le Centaure Nessus (1620), Lens, Louvre-Lens.
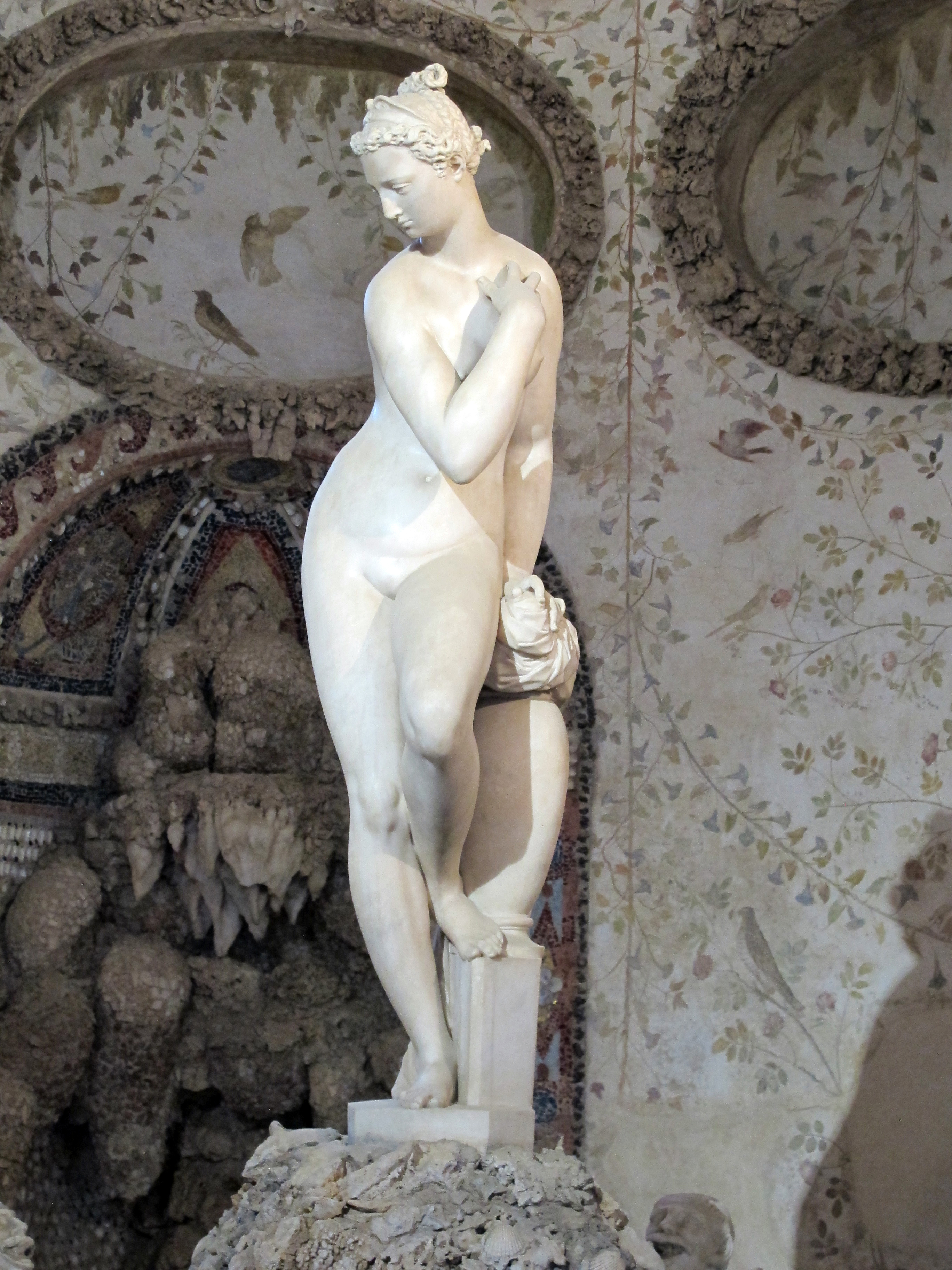
Venus della Groticella, Florence, Grotte de Buontalenti.
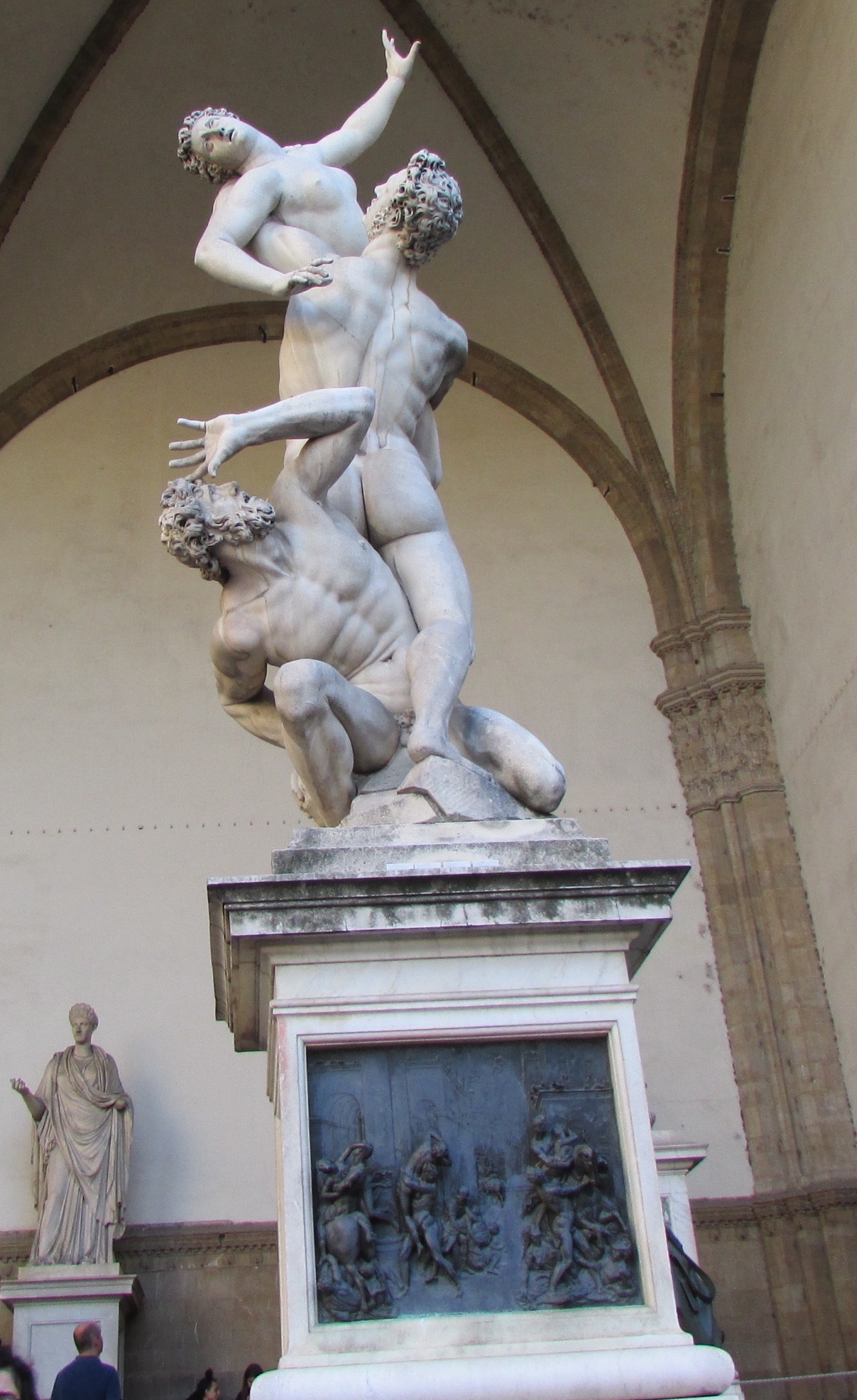
L'Enlèvement des Sabines (1574-1580). Florence, Loggia des Lanzi. (autre angle de prise de vue)
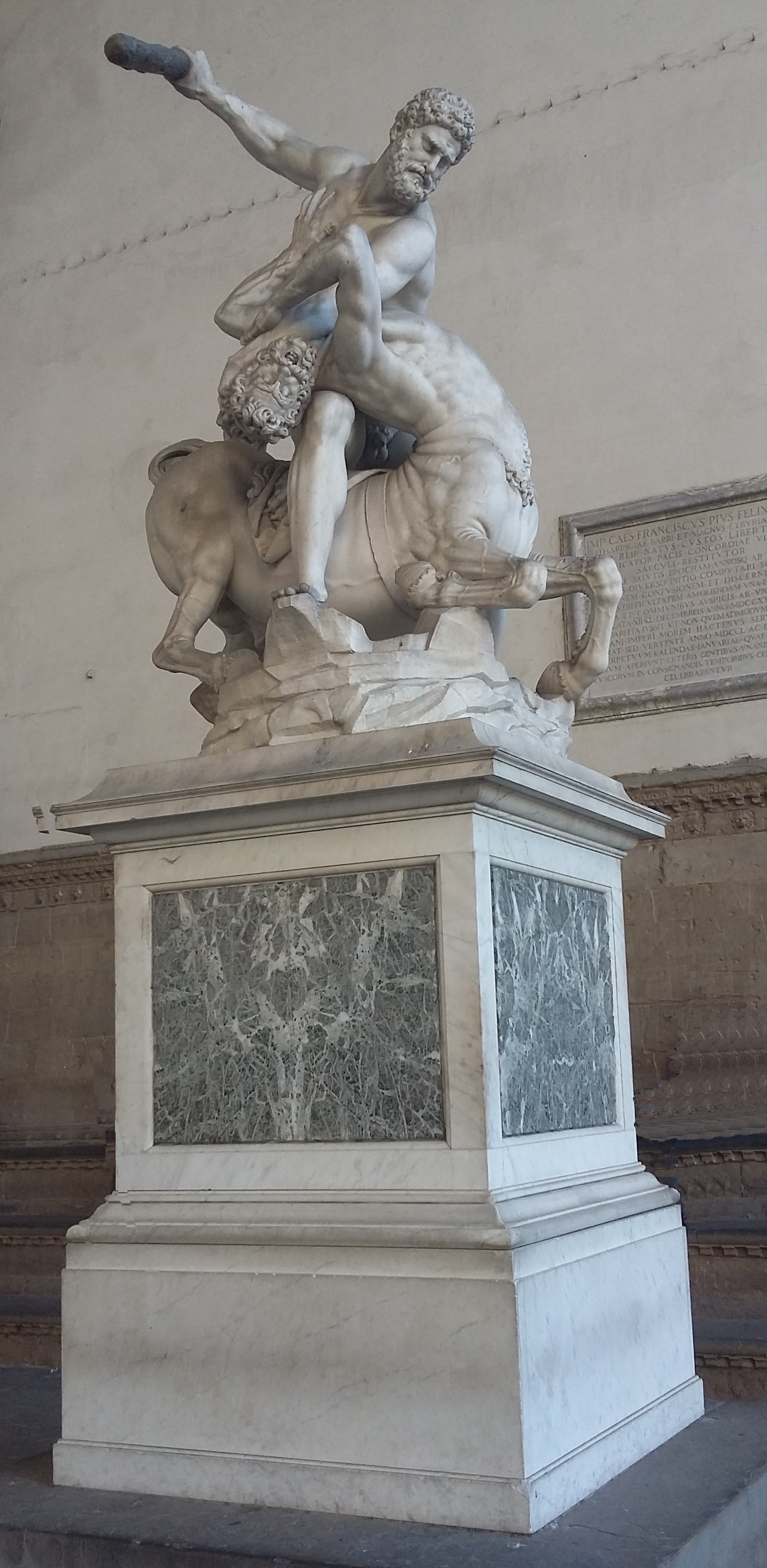
Hercule en lutte contre le Centaure Nessus (1594-1599). Florence, Loggia des Lanzi.
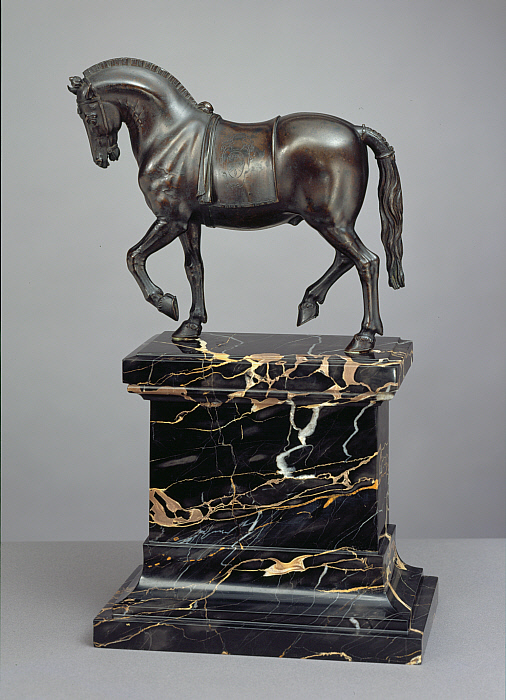
Cheval au pas portant les armoiries des Vinta (1610) bronze, Clark Art Institute.

## Élèves
- Michelangelo Naccherino (1550-1622)
- Pietro Tacca (157761640), élève à partir de 1592, parti à la suite d'une dispute avec le maître

## Hommage
- Rue Jean-Bologne (Paris)
- Rue Jean de Bologne (Douai)
- Avenue Jean de Bologne (Laeken, Bruxelles)
- Via Giambologna, (Milan, Italie)
- Via Giambologna, (Bologne, Italie)
- Via Giambologna, (Florence, Italie)

## Sources
- (it) Cet article est partiellement ou en totalité issu de l’article de Wikipédia en italien intitulé « Giambologna » (voir la liste des auteurs).

- (en) Cet article est partiellement ou en totalité issu de l’article de Wikipédia en anglais intitulé « Giambologna » (voir la liste des auteurs).